# نوني أوموت
نوني أوموت (مواليد 3 أكتوبر 1994) هو لاعب كرة سلة جنوب سوداني يلعب حالياً في نادي ليك لاند ماجيك في دوري الرابطة الوطنية لفئة التطوير.

## روابط خارجية
- نوني أوموت على موقع إن بي أي (الإنجليزية)
- نوني أوموت على موقع سبورتس رفرنس (الإنجليزية)
- نوني أوموت على موقع كرة السلة الأوروبية.كوم (الإنجليزية)
- نوني أوموت على موقع كلية كرة السلة في سبورتس رفرنس.كوم (الإنجليزية)
- نوني أوموت على موقع ريلجم (الإنجليزية)
- نوني أوموت على موقع بروبوليرز (الإنجليزية)
- نوني أوموت على موقع سبورتس رفرنس (الإنجليزية)
- نوني أوموت على موقع سبورتس رفرنس (الإنجليزية)